# 今村方策
今村方策（1900年1月4日—1949年4月24日），生于仙台，是一名日本关东军军官，他是今村均的弟弟。日本投降后，今村方策一直没有离开中国。第二次国共内战爆发后，今村方策和很多其他日军都成了阎锡山的雇佣军。並率军防御山西省省会太原。
1949年4月，中國人民解放軍对太原最后的中華民國國軍发动攻勢，當時中國人民解放軍兵力比国军多三倍，並动用了逾1300门火炮攻擊太原。3月，阎锡山帶著省里大部分珍宝一起飞离太原。阎锡山任命女婿王靖國和今村方策为剩下的部队总指挥。
就在阎锡山飞离太原后不久，国军飞机就因担心被迫近的中國人民解放軍击落而停止向太原守军空投食品和物资。4月20日，中國人民解放軍发起大规模进攻，並于22日成功攻占太原周边的所有据点。中國人民解放軍劝守军投降，但王靖國和今村方策予以拒绝。4月22日早晨，中國人民解放軍用1300门火炮炮击太原，冲破了城墙，巷战随即开始。22日上午10点，中國人民解放軍完全控制山西省，太原战役结束。国军方面的损失达到了145000人。
今村方策本人于4月24日服毒自杀。王靖国被活捉。